# IV. Amenemhat
IV. Amenemhat (uralkodói nevén Maaheruré; ur.: kb. i. e. 1815 – i. e. 1806) az ókori egyiptomi XII. dinasztia hetedik, utolsó előtti fáraója; talán a XIII. dinasztia őse.

## Családi háttere
Lehetséges, hogy a fia volt elődjének, III. Amenemhatnak, aki maga mellé emelte társuralkodónak, de ez nem bizonyított, az is ugyanígy elképzelhető, hogy közrendű származású volt. Anyját, Hoteptit, akit ábrázolnak a III. Amenemhat által megkezdett és IV. Amenemhat által befejezett Medinet Maadi-i templomban, sehol nem nevezik királynénak, csak a király anyjának.
A következő dinasztia első két uralkodója, I. Szobekhotep és Szonbef talán az ő fiai; ez esetben még két rokona azonosítható: egy Meresztehi nevű húga és annak fia, Anhu, aki a földek felügyelője címet viselte.

## Uralkodása
A torinói királypapirusz szerint kilenc évig, három hónapig és huszonhét napig uralkodott. Egy núbiai sziklán talált felirat szerint első éveiben társuralkodóként szolgált III. Amenemhat mellett, akinek Medinet Maadi-i templomát befejezte. Ez az egyetlen épen fennmaradt középbirodalmi templom. A templom alapjait, hivatali épületeit, magtárait és lakóépületeit 2006 elején tárta fel egy egyiptomi régészcsoport. IV. Amenemhat nagy valószínűséggel Fajjúm északi részén, Kaszr el-Szagában is építtetett egy templomot.
Uralkodása nagyrészt békésen és eseménytelenül telt. Számos expedíciót indított a Sínai-félszigeten, Szerabit el-Khadimnál lévő bányákba. Utód nélkül halt meg, a trónon Szobeknoferuré követte, aki a féltestvére vagy nagynénje lehetett. Elképzelhető, hogy házasok voltak, de erre nincs bizonyíték.

## Név, titulatúra
A fáraók titulatúrájának magyarázatát és történetét lásd az Ötelemű titulatúra szócikkben.
| G5 |

| G5 |

| xpr | xpr | xpr | xpr |

| xpr | xpr | xpr | xpr |

| xpr | xpr | xpr | xpr |

| xpr | xpr | xpr | xpr |

| G5 |

| G5 |

| xpr | xpr | xpr | xpr |

| xpr | xpr | xpr | xpr |

| xpr | xpr | xpr | xpr |

| xpr | xpr | xpr | xpr |

| G16 |

| G16 |

| s | H | b | W4 | N16 · N16 |

| s | H | b | W4 | N16 · N16 |

| G16 |

| G16 |

| s | H | b | W4 | N16 · N16 |

| s | H | b | W4 | N16 · N16 |

| G8 |

| G8 |

| sxm | nTrw |

| sxm | nTrw |

| G8 |

| G8 |

| sxm | nTrw |

| sxm | nTrw |

| M23 | L2 |

| M23 | L2 |

| ra | U5 · a | xrw | w |

| ra | U5 · a | xrw | w |

| ra | U5 · a | xrw | w |

| ra | U5 · a | xrw | w |

| ra | U5 · a | xrw | w |

| ra | U5 · a | xrw | w |

| ra | U5 · a | xrw | w |

| ra | U5 · a | xrw | w |

| M23 | L2 |

| M23 | L2 |

| ra | U5 · a | xrw | w |

| ra | U5 · a | xrw | w |

| ra | U5 · a | xrw | w |

| ra | U5 · a | xrw | w |

| ra | U5 · a | xrw | w |

| ra | U5 · a | xrw | w |

| ra | U5 · a | xrw | w |

| ra | U5 · a | xrw | w |

| G39 | N5 | \| \| |
|     |    |       |

|  |

| G39 | N5 | \| \| |
|     |    |       |

|  |

| i | mn · n | m | HAt · t |

| i | mn · n | m | HAt · t |

| i | mn · n | m | HAt · t |

| i | mn · n | m | HAt · t |

| i | mn · n | m | HAt · t |

| i | mn · n | m | HAt · t |

| i | mn · n | m | HAt · t |

| i | mn · n | m | HAt · t |

| G39 | N5 | \| \| |
|     |    |       |

|  |

| G39 | N5 | \| \| |
|     |    |       |

|  |

| i | mn · n | m | HAt · t |

| i | mn · n | m | HAt · t |

| i | mn · n | m | HAt · t |

| i | mn · n | m | HAt · t |

| i | mn · n | m | HAt · t |

| i | mn · n | m | HAt · t |

| i | mn · n | m | HAt · t |

| i | mn · n | m | HAt · t |